# Distrito de Erlach
El distrito de Erlach (en francés: district de Cerlier) es uno de los antiguos veintiséis distritos del cantón de Berna, Suiza, ubicado al noroeste del cantón. La capital del distrito es la comuna de Erlach. 

## Geografía
El distrito de Erlach se encuentra situado en la región del Seeland. Limita al norte con el distrito de La Neuveville, al noreste con Nidau, al este con Aarberg, al sur con See (FR), al suroeste con Avenches (VD), y al oeste con Neuchâtel (NE). El territorio distrital comprende una parte de los lagos de Neuchâtel y Bienne.

## Historia
Señoría del siglo XI hasta 1474, bailía bernesa hasta 1798, bailía del cantón de Berna en 1803, y distrito desde 1831. Burkhard von Fenis, obispo de Basilea (1072-1107), hizo construir el castillo de Erlach, los ancestros de los condes de Neuchâtel desplazando así su sede del castillo de Fenis hacia el lago. El conde de Neuchâtel, Rodolfo II de Neuchâtel-Nidau habiendo heredado Erlach, otorga franquicias a la ciudad en 1264/1266. La soberanía pasa al conde Pedro II de Saboya en 1265; los von Erlach, caballeros y doncellos, tenían la carga de castellanos. La pequeña señoría comprendía aparte del castillo y la ciudad de Erlach, las localidades de Brüttelen, Gampelen, Gäserz, Ins, Lüscherz, Finsterhennen, Müntschemier, Mullen, Treiten, Tschugg y Vinelz. 
A la muerte de Isabel de Neuchâtel (1395), viuda del último conde de Nidau, Erlach pasó a manos de los saboyanos, que la convertirían en feudo de la casa borgiñona de Chalon en 1407. Erlach encontrándose en el campo de Carlos el Temerario durante las guerras de Borgoña, los berneses conquistaron la ciudad y la señoría en 1474; la convirtieron en bailía en 1476, guardando al castellano Rodolfo de Erlach como baile. Erlach fue la capital del distrito del Seeland durante la República Helvética. En 1803, el cantón de Berna atribuirá Siselen (perteneciente a Nidau) a la bailía de Erlach y la antigua bailía de San Juan. Disuelto el 31 de diciembre de 2009 tras la entrada en vigor de la nueva organización territorial del cantón de Berna. Las comunas del distrito fueron absorbidas completamente por el nuevo distrito administrativo del Seeland.

## Comunas
| Comunas       | Población (31.12.2006) | Superficie en km² |
| ------------- | ---------------------- | ----------------- |
| Brüttelen     | 602                    | 6,6               |
| Erlach        | 1143                   | 3,5               |
| Finsterhennen | 490                    | 3,6               |
| Gals          | 697                    | 7,9               |
| Gampelen      | 764                    | 10,8              |
| Ins           | 2971                   | 23,9              |
| Lüscherz      | 540                    | 5,4               |
| Müntschemier  | 1233                   | 4,9               |
| Siselen       | 593                    | 5,5               |
| Treiten       | 412                    | 4,7               |
| Tschugg       | 420                    | 3,3               |
| Vinelz        | 818                    | 4,6               |
| Total (12)    | 10.683                 | 84,7              |